# جيفري والكر
جيفري والكر (بالإنجليزية: Jeffrey Walker)‏ (و. 1982 – م) هو ممثل، وممثل أفلام، ومخرج سينمائي، من أستراليا، ولد في ملبورن.

## وصلات خارجية
- جيفري والكر على موقع IMDb (الإنجليزية)
- جيفري والكر على موقع ألو سيني (الفرنسية)
- جيفري والكر على موقع قاعدة بيانات الأفلام السويدية (السويدية)
- جيفري والكر على موقع قاعدة بيانات الفيلم (الإنجليزية)
- جيفري والكر على موقع كينوبويسك (الروسية)